# Kepiting saus Padang
Le crabe sauce Padang ou crabe Padang (indonésien : kepiting saus Padang) est un plat de fruits de mer populaire en Indonésie. Il s'agit d'un crabe servi dans de la sauce Padang. Il est fréquemment trouvé dans les villes côtières indonésiennes, comme Padang, Jakarta, Medan, Surabaya, Makassar ou Cirebon. Il est relativement similaire au chili de crabe, bien que le crabe sauce Padang utilise des épices plus forts.

## Origine
Cette recette est un dérivé de la cuisine de Padang, un style culinaire originaire du Sumatra occidental qui consiste à assaisonner des fruits de mer avec un fort mélange d'épices bumbu, des épices typiques de l'Indonésie. On retrouve dans cette sauce de l'échalote, de l'ail, du piment rouge, du piment œil d'oiseau, du gingembre, du curcuma ainsi que des noix de bancoulier. Les deux espèces de crabes les plus utilisées pour ce plat sont les crabes des palétuviers et les étrilles bleues.

## Préparation
Les crabes sont tout d'abord plongés dans de l'eau bouillante jusqu'à leur cuisson totale. Ils sont ensuite finement émincés dans la sauce. L'eau dans laquelle les crabes ont bouilli est gardée pour être utilisée en tant que bouillon. La pâte d'épices bumbu est sautée brièvement dans de l'huile de palme, avec des oignons et des feuilles de laurier, afin de libérer l'arôme des épices. Les morceaux de crabe sont alors mixés avec la pâte d'épices, le bouillon de crabe, de la sauce d'huître, du ketchup et du chili, du poivre et du sel. Pour épaissir la sauce, des œufs battus peuvent être ajoutés.
Le crabe sauce Padang est généralement servi chaud, avec une portion de riz blanc en accompagnement.

## Popularité et dérivés
Dans les villes côtières indonésiennes comme Cirebon ou les îles indonésiennes comme Belitung, les plats à base de fruits de mer sont très populaires, et notamment le crabe sauce Padang,,. Le crabe sauce Padang est également régulièrement vendu dans des stands de rue ou sur des étals de marché.
Très populaire également hors de l'Indonésie, cette recette a été adaptée selon l'endroit où elle est préparée. Aux États-Unis par exemple, le crabe des palétuviers est remplacé par des crabes de Dungeness, très communs sur la côte ouest américaine.
Outre le crabe, d'autres fruits de mer comme la palourde peuvent être utilisés avec la sauce Padang. 